# Marco Grimalt
Marco Alfonso Grimalt Krogh. (11 de julho de 1989) é um jogador de vôlei de praia chileno.

## Carreira
Marco Grimalt representou, ao lado de Esteban Grimalt, seu país nos Jogos Olímpicos de Verão. Nos Jogos Olímpicos de Verão de 2016, terminand na fase de grupos.Conquistaram as medalhas de ouro nos Jogos Bolivarianos de Praia em Trujillo no ano de 2014 e em Iquique no ano de 2016.